# 몽유병
몽유병(夢遊病)은 사건수면에 속하는 수면 장애이자 정신병의 하나이다. 꿈속에서 이리저리 헤맨다는 뜻으로 몽중방황(夢中彷徨)이라고도 한다. 일반적으로는 수면 도중 돌아다니는 등의 행동을 하다가 일어난 뒤 자신이 하였던 행동을 전혀 기억하지 못하는 증상을 가리킨다.

## 개요
5~12세 사이의 소아 중 15%에서 볼 수 있는 흔한 증세로 나이가 들면서 점차 줄어 성인 0.5%에서 몽유 증세를 보인다. 따라서 성인의 경우 심각한 정신과적 문제가 있을 수 있겠으나 소아의 경우는 흔한 증세이며 어른이 되면서 자연히 사라지므로 미리 크게 걱정할 문제는 아니다. 전형적인 증상은 갑자기 잠자리에서 일어나 눈동자는 멍한 상태이거나 눈을 감은 상태에서 이불자락을 끌어당긴다거나 하는 목적 없는 행동을 반복하는 것이다. 때로는 멍한 상태에서 상당히 복잡한 일도 한다. 예를 들어 잘 자던 아이가 갑자기 잠자리에서 일어나 멍한 상태에서 소꿉장난을 하고 TV를 켜서 본다든지 하는 행동을 하며 부모가 말을 걸면 몇 마디 대답도 한다. (문을 열고 밖으로 나가는 행동도 한다.) 즉, 멍하니 목적 없는 행동을 하는데 이때 옆에서 흔들어 깨우려 해도 잘 안되고 몇 분 지나면 자연히 제자리로 돌아가 자 버린다. 아침에 깨어 어제 있었던 일에 대하여 물어보면 아이는 전혀 기억을 못 한다.

## 같이 보기
- 렘 수면 행동장애